# 2193 Jackson
A 2193 Jackson (ideiglenes jelöléssel 1926 KB) a Naprendszer kisbolygóövében található aszteroida. Harry Edwin Wood fedezte fel 1926. május 18-án.
Nevét Cyril V. Jackson dél-afrikai csillagász iránti tiszteletből kapta.